# AMOS 3
AMOS 3 (עמוס 3 en hebreo) es un satélite de comunicaciones israelí lanzado el 28 de abril de 2008 mediante un cohete Soyuz desde el cosmódromo de Baikonur a una órbita geoestacionaria.

## Objetivos
El objetivo de AMOS es proporcionar comunicaciones de voz, imagen, televisión e internet a Israel, Europa, los Estados Unidos y la zona de oriente medio.

## Características
AMOS 3 está estabilizado en los tres ejes y tiene 24 transpondedores direccionables para banda Ku y tres fijos para banda Ka.